# Mantius ravidus
Mantius ravidus är en spindelart som först beskrevs av Simon 1899.  Mantius ravidus ingår i släktet Mantius och familjen hoppspindlar. Inga underarter finns listade i Catalogue of Life.